# Let's Pretend We're Married
Let's Pretend We're Married è un singolo del cantautore statunitense Prince, pubblicato nel 1983 ed estratto dall'album 1999.

## Tracce
- 7"

1. Let's Pretend We're Married
2. Irresistible Bitch

## Classifiche
| Classifica (1984)        | Posizione massima |
| ------------------------ | ----------------- |
| Stati Uniti              | 52                |
| Stati Uniti (dance club) | 52                |
| Stati Uniti (R&B)        | 55                |